# Andrés Moskovics
Andrés Moskovics (Transilvania, Rumania, 5 de abril de 1925 Montevideo, 17 de junio de 2019) fue un pintor y artista plástico uruguayo que fue alumno del Taller Torres García y del grupo que ejecutó Los murales del Hospital Saint Bois.

## Biografía
En 1930, llegó a Uruguay junto con su familia buscando un futuro tranquilo escapando de las guerras en Europa, ya que su padre peleó en la Primera Guerra Mundial y no quería que sus hijos se vieran involucrados en otra.
Fue alumno de Guillermo Laborde y luego teniendo 15 años ingresó al Taller Torres García donde fue alumno aplicado y consecuente.
Sus obras recorrieron 28 puertos junto al Buque Capitán Miranda y luego fueron presentadas como una Exposición llamada “Constructivismo por el mundo”.
El 13 de abril de 2009 fue inaugurada una fundación con su nombre que se dedicará a la enseñanza de Dibujo y Pintura y el 8 de junio de 2014 fue declarado Ciudadano Ilustre de la ciudad de Las Piedras.

## Obras
- Va pensiero (2009)